# Olympische Jugend-Sommerspiele 2018/Teilnehmer (Panama)
| Gelbes Symbol für Goldmedaillen mit stilisierten Olympischen Ringen | Graues Symbol für Silbermedaillen mit stilisierten Olympischen Ringen | Braundes Symbol für Bronzemedaillen mit stilisierten Olympischen Ringen |
| ------------------------------------------------------------------- | --------------------------------------------------------------------- | ----------------------------------------------------------------------- |
| —                                                                   | —                                                                     | —                                                                       |

Die Jugend-Olympiamannschaft aus Panama für die III. Olympischen Jugend-Sommerspiele vom 6. bis 18. Oktober 2018 in Buenos Aires (Argentinien) bestand aus 16 Athleten.

## Athleten nach Sportarten

### Futsal
Jungen
- 9. Platz
- Gabriel Hinestroza
- Ronald Robles
- José Escobar
- Daniel Arévalo
- Jajac Cruz
- Ramses Henríquez
- Jair Ogilvie
- Carlos Agrazal
- Joel Victoria
- Luis Hernández

### Gewichtheben
Jungen
- Ronnier Martínez
Federgewicht: 6. Platz

### Judo
| Mädchen - Nemesis Candelo Klasse bis 52 kg: 9. Platz Mixed: 9. Platz (im Team Montreal) | Jungen - Alexis Harrison Klasse bis 81 kg: 9. Platz Mixed: 5. Platz (im Team Moskau) |

### Leichtathletik
Jungen
- Armando Caballero
Speerwurf: 15. Platz

### Reiten
- Marissa Thompson
Springen Einzel: 15. Platz
Springen Mannschaft: Gold  (im Team Nordamerika)

### Schwimmen
Mädchen
- Carolina Cermelli
50 m Rücken: 32. Platz